# Steamer Point
Steamer Point  est le nom d'un ancien port d'Aden, au Yémen. Il s'agissait d'une escale importante sur la route des Indes.